# Oscar Näumann
Oscar Wilhelm Traugott Näumann (auch Oskar Näumann; * 3. Juli 1876 in Berlin; † 8. März 1937 ebenda) war ein deutscher Kunstturner.

## Biografie
Oscar Näumann nahm bei den Olympischen Sommerspielen 1900 in Paris im Einzelmehrkampf teil, konnte diesen jedoch nicht beenden.
Er arbeitete später als Sportlehrer.